# IC 3657
IC 3657 је појединачна звијезда у сазвјежђу Береникина коса која се налази на листи објеката дубоког неба у Индекс каталогу.
Деклинација објекта је + 21° 40' 31" а ректасцензија 12h 41m 19,0s.